# Pinnacle Peak Pictures
Pinnacle Peak Pictures é uma empresa de produção  cinematográfica de filmes relacionados com  cristianismo evangélico. A sede está localizada em Scottsdale, nos Estados Unidos.

## História
Pure Flix foi fundada em 2005 por David A. R. White e Russell Wolfe, Michael Scott e Elizabeth Travis.    Ela produziu filmes como "Deus Não Está Morto" lançado em 2014 e "Em defesa de Cristo" lançado em 2017.  Em 2015, a empresa lança uma plataforma de filmes e série televisiva em streaming pela Internet.  Em novembro de 2020, Pure Flix vendeu seu serviço de streaming de vídeo para Sony Pictures Entertainment, que o incluiu em sua subsidiária Affirm Films.  Em 2021, Pure Flix Entertainment foi renomeada para Pinnacle Peak Pictures. 